# Любенова махала
Лю̀бенова махалà е село в Югоизточна България, община Нова Загора, област Сливен.

## География
Село Любенова махала се намира на около 47 km югозападно от областния център град Сливен, около 16 km юг-югозападно от общинския център град Нова Загора и около 29 km изток-югоизточно от град Стара Загора. Разположено е в източната част на Горнотракийската низина, в долината на река Блатница, край левия (източния) бряг на реката. Надморската височина в центъра при сградата на кметството е около 121 m, на запад край реката намалява до 111 – 112 m, а на изток нараства до около 130 m.
През Любенова махала минава третокласният републикански път III-554, който на север води през селата Богданово и Дядово и връзка на две нива с автомагистрала Тракия към град Нова Загора, а на юг през градовете Раднево, Гълъбово и Симеоновград към връзка с автомагистрала Марица.
Западно от Любенова махала отвъд реката минава железопътната линия Симеоновград – Нова Загора, на която за селото има спирка.
Землището на село Любенова махала граничи със землищата на: село Любенец на северозапад; село Богданово на север; село Млекарево на изток; село Пет могили на изток и югоизток; град Раднево на юг; село Даскал-Атанасово на запад.
В землището на Любенова махала на около 4 km източно от селото има микроязовир.
Населението на село Любенова махала, наброявало 1653 души при преброяването към 1934 г. и 1875 към 1956 г., намалява до 711 (по служебен документ на НСИ от 2022-12-31) към 2022 г.
При преброяването на населението към 1 февруари 2011 г., от обща численост 975 лица, за 707 лица е посочена принадлежност към „българска“ етническа група, за 88 – към „турска“, за 5 – към „ромска“ и за 173 – „не отговорили“, а за „други“ и „не се самоопределят“ не са посочени данни.

## История
В района на Любенова махала има следи от антично селище. Намерени са 20 монети, сечени от Пауталия. Селището се споменава в османотурски регистри от 1472 г. и в други документи от 15 век под имената Гюндюзлю и Гюндюзлер.
Първото училище е открито през 1840 г.; през 1871 г. е открито девическо училище.
В селото е образуван таен революционен комитет, който участва в подготовката на Старозагорското въстание 1875 г. По време на въстанието въстаници от тогавашното Гюнели махле и от селата Караджалии (Сърнево) и Голямо Дуванджии (Пшеничево) образуват чета от около 100 души под ръководството на Христо Шиваров, която отива в помощ на въстаниците в Стара Загора; поради това, че уговореният сигнал не е подаден, те се връщат по селата си.
През Руско-турската война (1877 – 1878 г.) селото е опожарено, а жителите му са избити от пълчища на Реуф паша.
След Руско-турската война (1877 – 1878 г.) по Берлинския договор 1878 г. село Гюнели махле остава в Източна Румелия; присъединено е към България след Съединението 1885 г. Село Гюнели махле е преименувано на Любенова махала през 1906 г.

### Първи заселници
Пришълци от няколко семейства, подтиквани от стратегически, икономически и други съображения, се заселват в тази гориста местност, където водят прост патриархален живот. В гората живеят свободно, необезпокоявани почти от никого. Колибите им са бедни и покрити със слама, а самите пришълци – прости и строго привързани към старейшината. Техният затворен живот протича тихо, скрито и монотонно. Почти никой от съседите не подозира за тази малка колония, образувана в гъстата гора.

### Разрастване на селото
С течение на времето населението на тази малка горска колония се увеличава. Нейните граници се разширяват. Броят на къщите и на добитъка също така се увеличава. Започват да проявява признаци на по-интензивен живот.
Пушекът от комините, кучешкият лай, звънците на стадата, петлите и ехото на брадвата неволно издават скритото заселище. Това не остава чуждо ѝ за турската власт, която нарича това малко скрито заселище „Инкяръ-махале“ (нещо скрито, непозволено, непризнато). За това наименование свидетелстват някои официални документи, които турското правителство в Цариград е издало. После, когато селището значително пораства и проявява явни признаци на обществен и стопански живот, е преименувано от местното население Малко – Гюнелий, а по-късно – Гюнели махле, за разлика от съседното по-голямо и старо заселище Гюнелий (Старо Гюнелий), сега Любенец.
От 1907 година по решение на Общинския съвет, утвърдено с княжески указ, селото се нарича Любенова махала.

### Традиционни носии
Носията е проста и скромна. Мъжете носят черни шаечни гащи, препасани с етен пояс. Обути с цървули от говежда неизвадена кожа. Вместо с калпак, оставяли си дълъг „перчем“ или плитка, като жените. Брадите си бръснели. Зимно време носят кожуси.
Жените носят черни вълнени сукмани, а върху тях дълги кафтани, които впоследствие заменят с особени джибета. Забраждат се с черни кърпи, под които се спущат техните дълги коси. Косите сплитат на няколко плитки и прибавят към тях разни украшения. Някои жени носят дълги бели ризи, нашарени с цветни шевици. През кръста се препасват с вадени цветни пояси, със спуснати краища изотзад. Момите, булките и младите жени старателно избягват срещите и погледите на турците. Последните биват посрещани и изпращани само от мъжете и старите жени.

### Трагедията в селото
Преди Освобождението на България от османско робство през 1878 г. името му е Гюнели махле и наброява 120 къщи. През юли 1877 г. селото е сполетяно от изключително жестока съдба. Реуф паша, командващ турския гарнизон в Нова Загора, получава сведения от турски шпионин, че в село Гюнели махала има комити, които се готвят за бунт. Това не отговаря на действителността, тъй като създаденият лично от Левски комитет в селото е разпуснат още през 1872 г. след ареста на местния председател поп Еню Попдимитров. Слухът е разпространен от турчин (според една от версиите е арнаутин), който след като не му е даден откуп, за това да пази селото, се заканва да отмъсти на жителите му, отива лично при Реуф паша и му съобщава, че в Гюнели махле се готви бунт. Пашата праща свои хора да проверят истинността на този слух, които влизат в конфликт с местен жител, който стреля по тях. Разгневен от това Реуф паша организира отряд от редовната си войска и свиква башибозук. Башибозукът е съставен от местни турци, които са малко на брой и значителен брой черкези, прочути с жестокостта си. Общият брой на турската редовна войска, заедно с башибозука е бил около 2000 души. На 14.07.1877 г. селото е обкръжено и атакувано. Изплашените хора се затварят в местната църква. В късния следобед турците, използващи артилерия, вече овладяват селото. След няколко щурма черкезите влизат в двора на църквата и подлагат всичко на сеч и разграбване. Успоредно с това турците подавят останалата съпротива на селяните, прикрити на различни места из селото. Комисията, изпратена от Цариград да установи последствията, констатира, че само в двора на църквата и в самия храм са избити 1013 души. Никъде не се споменава сред тях да е имало комити. По приблизителни оценки общият брой на убитите хора от селото и околността е над 2000 българи, като по жестокост и брой на жертвите се сравнява с „Баташкото клане“ и наричано накратко – „Втори Батак“.

## Културни и природни забележителности
Основната забележителност в селото е църквата „Свети великомъченик Георги“. Построяването ѝ започва през 1832 г. върху дарена земя от Минко Станчев – заможен жител на селото. След петгодишни усилия на цялото село и под ръководството на майстора архитект Димитър Серги от Трявна, храмът е завършен през 1837 г.

## Личности
- Димитър Ковачев (палеонтолог) (1928 – 2013), един от създателите на  Палеонтологичния музей в Асеновград и негов дългогодишен уредник
- Михаил Дончев (1889 – 1941), кмет на Стара Загора
- Камо Тенев, български революционер от ВМОРО, четник на Петър Ацев[8]
- Керана Ангелова Димитрова (Катя) (1920 – 1989), партизанка от отряд „Хаджи Димитър“
- Свещ. Еньо Попдимитров (* 8 септември 1826 г.), духовник, родолюбец. Под ръководството на Атанас Узунов и заедно с Димо Крилатия (от с. Голяма детелина) и още няколко съзаклятници предприемат опит за освобождаването на Васил Левски, но са заловени. Осъден на заточение и починал на 9 август 1876 г. в Диарбекир, Турция.